# جیجاق تراآتشفشانی
جیجاق تراآتشفشانی (نام علمی: Aphelocoma ultramarina) یک پرنده بوم‌زاد مکزیک است.